# 纳尔多迪帕切
纳尔多迪帕切（義大利語：Nardodipace），是意大利维博瓦伦蒂亚省的一个市镇。总面积32平方公里，人口1389人，人口密度43.4人/平方公里（2009年）。